# باد رايخنهال
باد رايخنهال (بالألمانية: Bad Reichenhall) (أصد: [baːt ʁaɪ̯çn̩ˈhal]) هي بلدة ألمانية تقع في ألمانيا في منطقة بيرشتسغادن.

## معرض صور

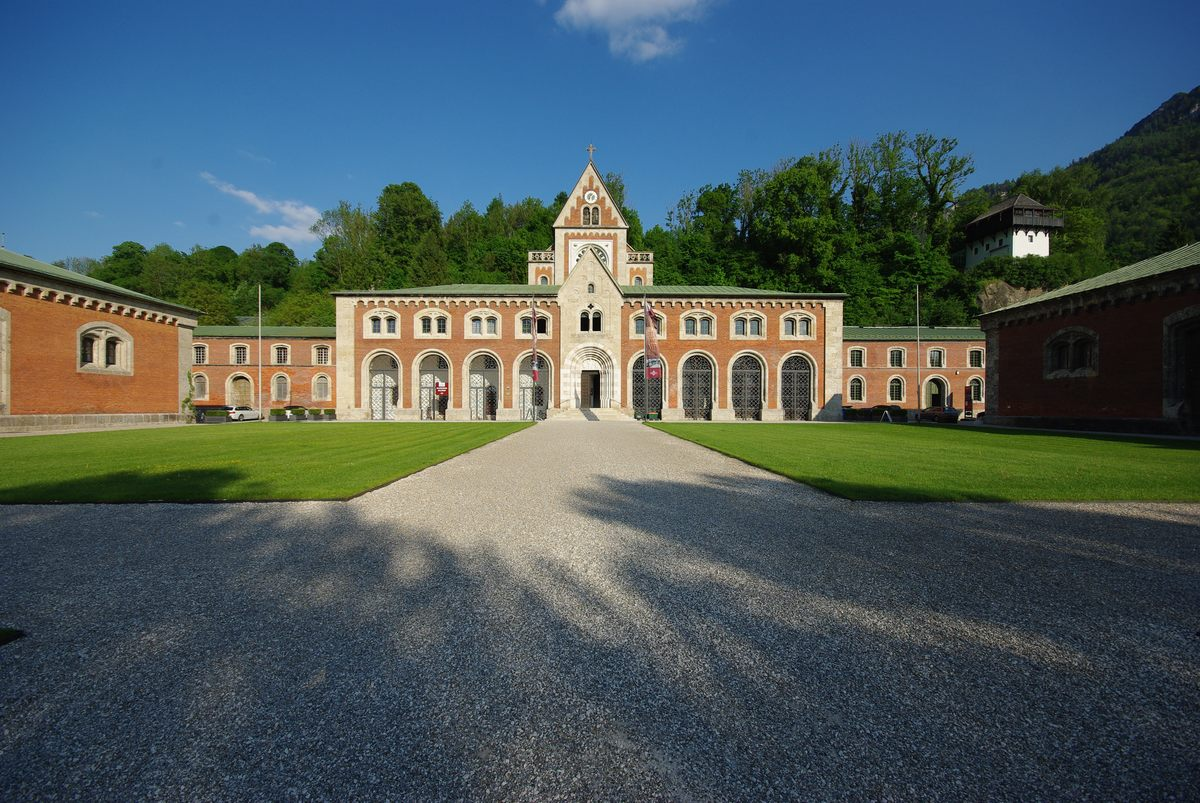
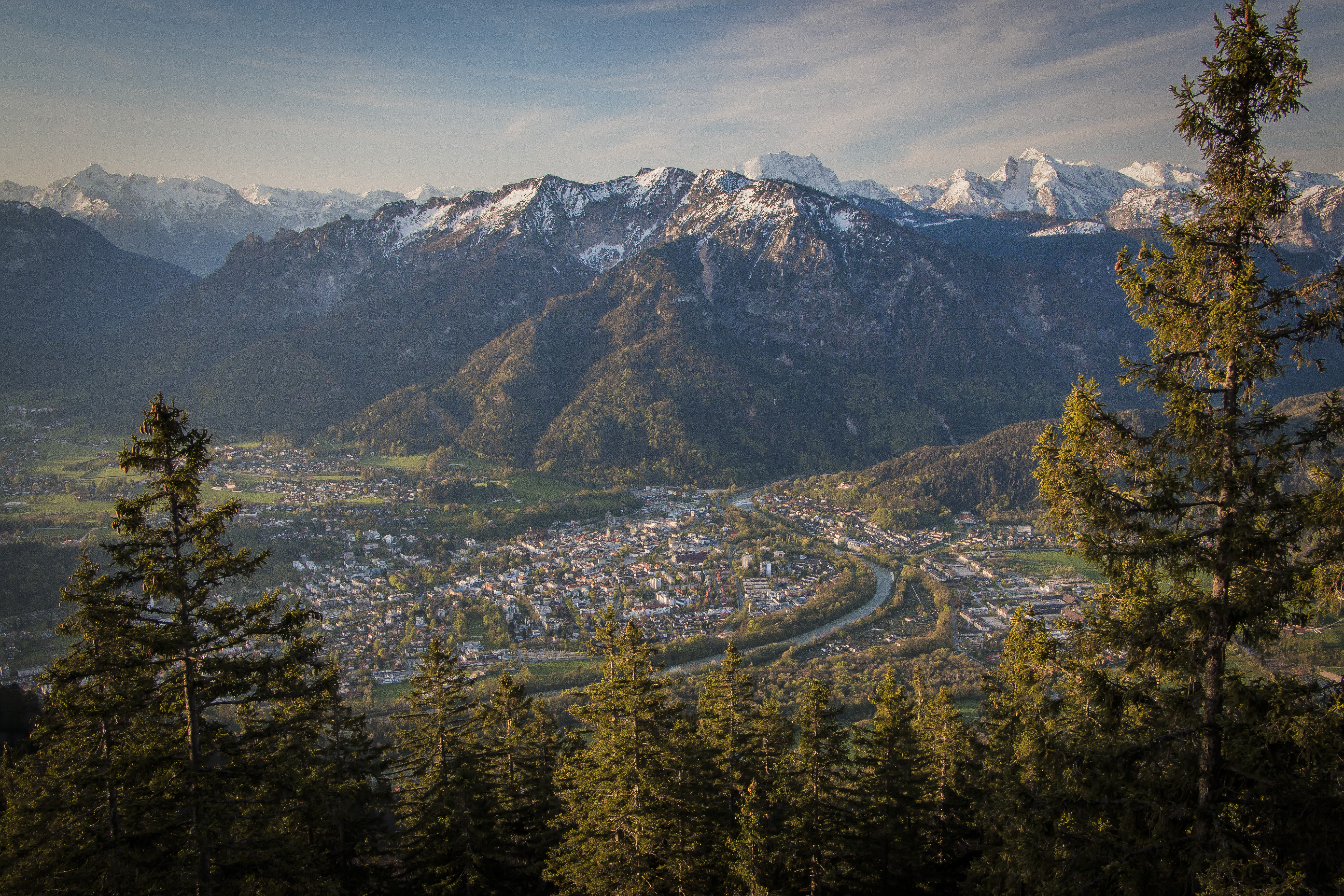
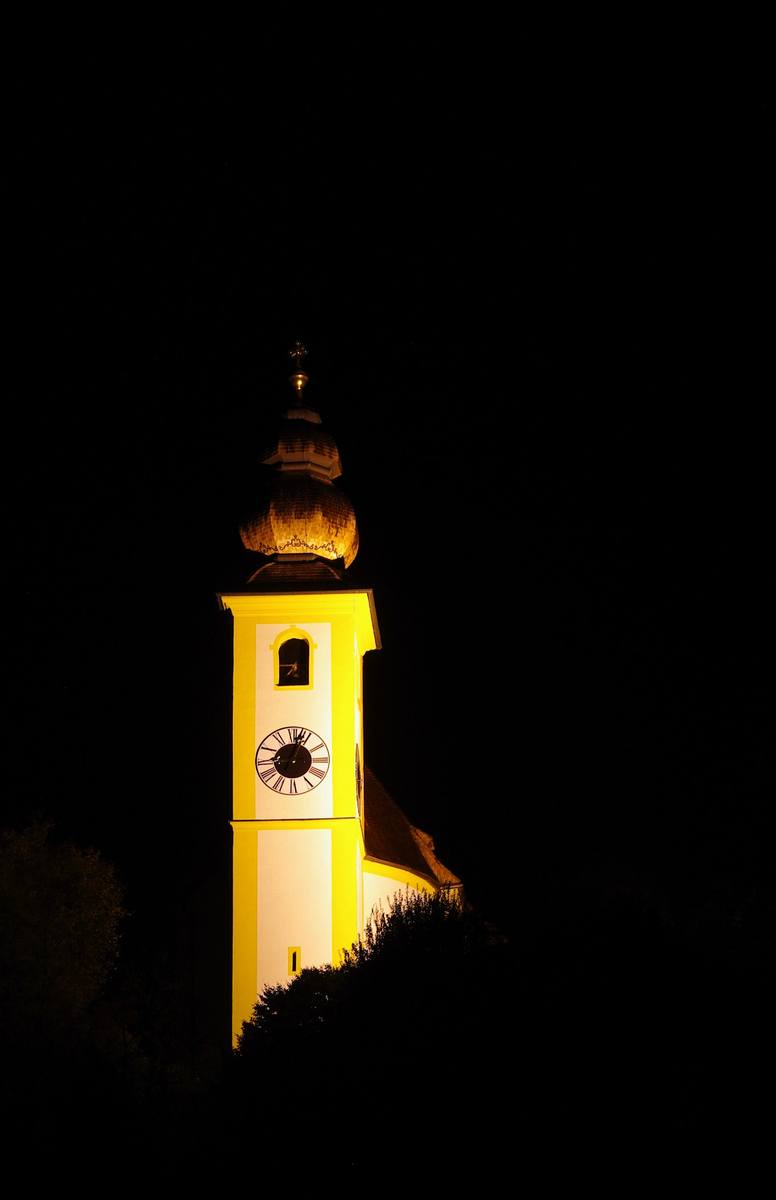
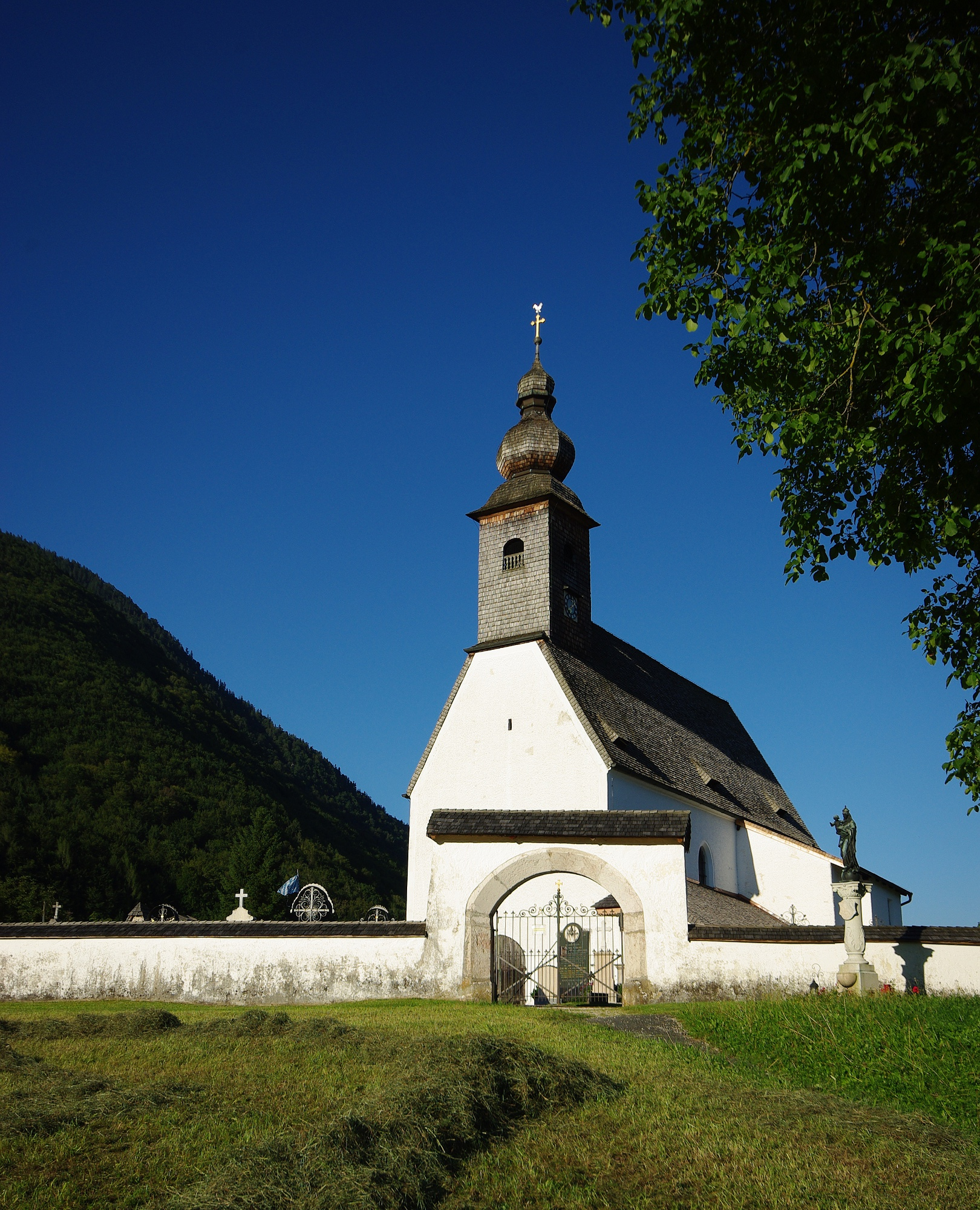
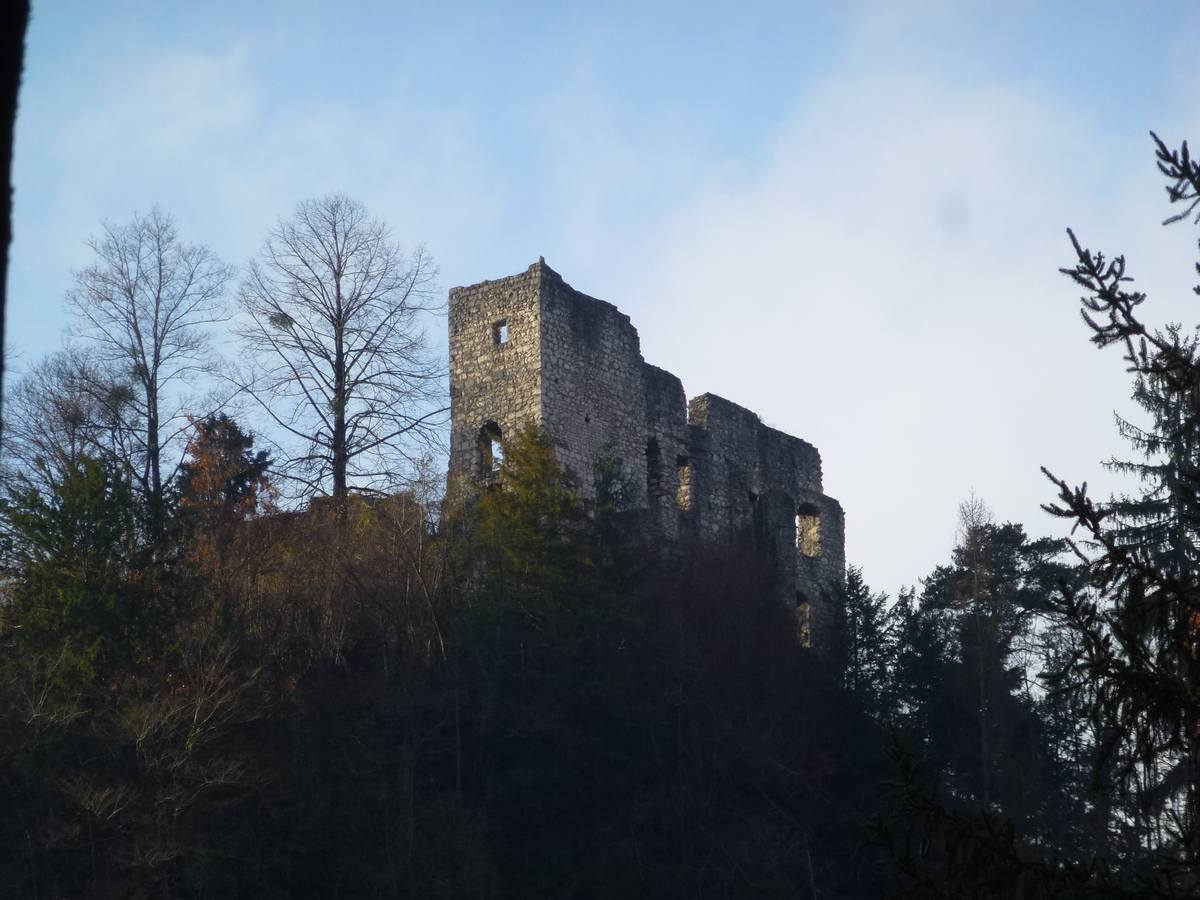
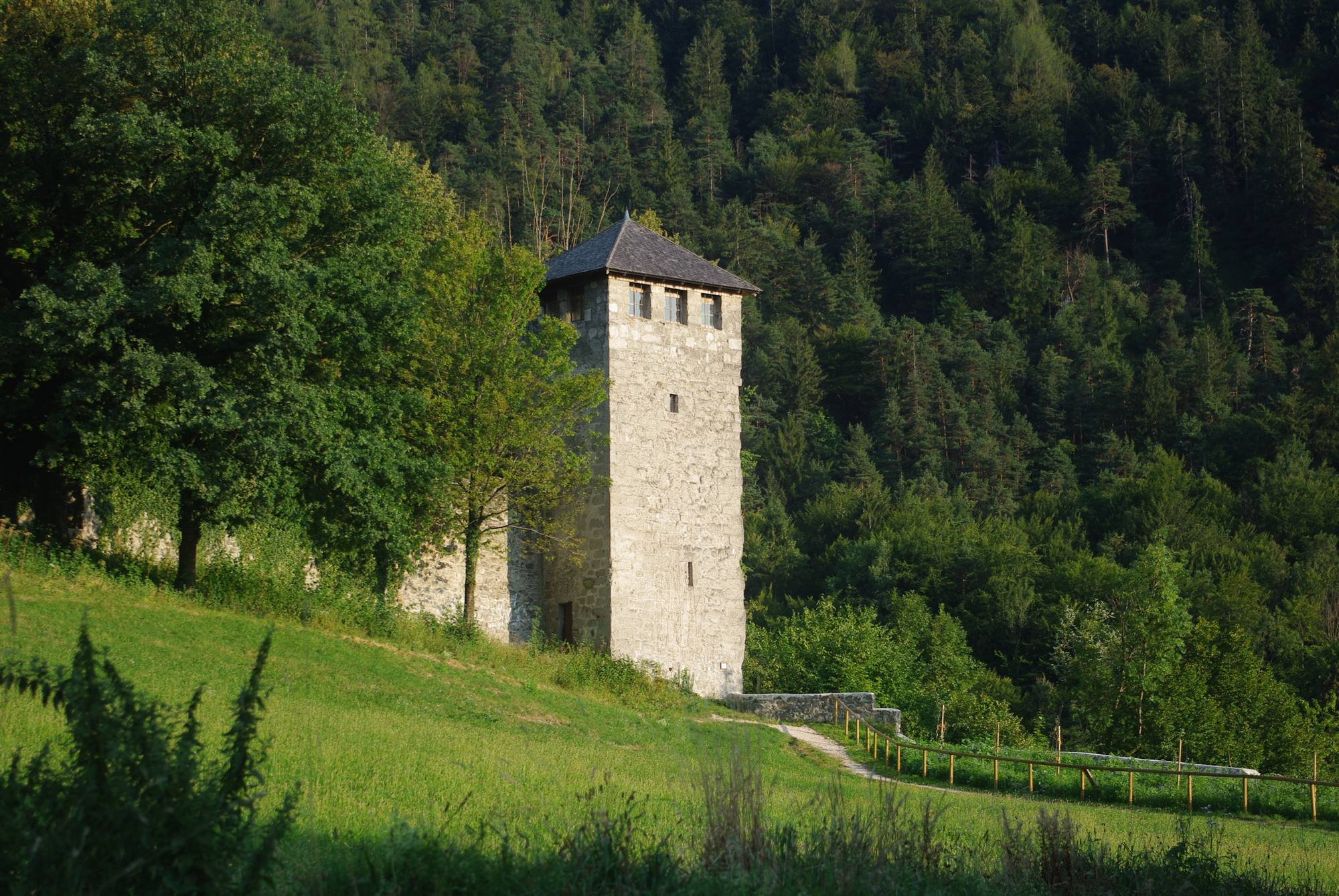

## أعلام
- فرانز تيشنر
- أندرياس هوفر
- يوتا روديجر
- هربرت ألبرت
- والتر أندرياس آنجرير
- هيلموت شرايبر
- غونتر رال
- أني فريسنغر بوستما
- ماكس هوفمان
- روبرت ماير